# Rapsodija v avgustu
Rapsodija v avgustu (japonsko 八月の狂詩曲, Hepburn Hachigatsu no rapusodī) je japonski dramski film iz leta 1995, ki ga je režiral in zanj napisal scenarij Akira Kurosava ter temelji na romanu Nabe no naka Kijoko Murate iz leta 1987. V glavnih vlogah nastopajo Sačiko Murase, Hidetaka Jošioka in Richard Gere. Zgodba prikazuje ostarelo hibakušo Kane (Murase), ki je izgubila moža leta 1945 v jedrskem napadu na Nagasaki in ki preko poletja skrbi za štiri vnuke. Iz pisma izve za svojega dolgo pozabljenega brata Suzudžira, ki živi na Havajih in si želi, da ga pred smrtjo obišče. Da bi jo prepričal v potovanje pošlje na japonsko svojega sina Clarka (Gere).
Film je bil premierno prikazan 25. maja 1991 v japonskih kinematografih in je naletel na mešane ocene kritikov. Prikazan je bil v netekmovalnem programu Filmskega festivala v Cannesu in na Filmskem festivalu v Tokiu. Osvojil je nagrade japonske filmske akademije za najboljšo fotografijo, osvetlitev, scenografijo, in zvok, nominiram pa je bil tudi za najboljši film. Izbran je bil za japonskega kandidata za oskarja za najboljši tujejezični film na 64. podelitvi oskarjev, toda ni prišel v ožji izbor.

## Vloge
- Sačiko Murase kot Kane
- Hisaši Igava kot Tadao
- Narumi Kajašima kot Mačiko
- Tomoko Otakara kot Tami
- Micunori Isaki kot Šindžiro
- Tošie Negiši kot Jošie
- Hidetaka Yoshioka kot Tateo
- Čoičiro Kavarazaki kot Noboru
- Mieko Suzuki kot Minako
- Richard Gere kot Clark